# I-Garment
O I-Garment (Integrated System for Management of Civil Protection Units) é um fato para bombeiros incorporado com sensores, sistemas GPS e sistemas de comunicação wi-fi de dados e voz — sendo uma das principais funcionalidades o envio da posição e sinais vitais do utilizador do fato para um centro de comando. O I-Garment utiliza também o sistema Premfire, desenvolvido pela empresa Critical Software e pelo Instituto Geográfico Português, que possibilita aos bombeiros o acesso a dados meteorológicos, tais como a temperatura do ar e a intensidade dos ventos.
O I-Garment encontra-se actualmente em desenvolvimento por um consórcio constituído pelas empresas YDreams,
Miguel Rios Designer e pelo IT (Instituto de Telecomunicações), financiado pela ESA. O projecto tem ainda o apoio do Serviço Nacional de Bombeiros e Protecção Civil.